# Рубі Стокс
Рубі Мей Стокс (англ. Ruby May Stokes) — англійська акторка. Знялася у фільмах «Уна» (2016), «Скелі»(2019), «Бенкет» (2021). На телебаченні вона відома своєю роллю в детективному серіалі Netflix «Агенція „Локвуд і Ко“» (2023). Вона також зіграла Франческу, шосту дитину Бріджертона, у перших двох серіях серіалу «Бріджертони» (2020—2022).

## Раннє життя
Стоукс із Гакні, Східний Лондон. У неї є два молодших брати Клемент і Сет, які знялися в серіалі ITV Angela Black . Вона відвідувала Школу BRIT, а також Театр молодих акторів Іслінгтона . Вона стала членкинею Лондонського молодіжного цирку, що є частиною Національного центру циркового мистецтва .

## Кар'єра
Стоукс почала свою кар'єру з кількох невеликих телевізійних ролей, перш ніж дебютувати в повнометражному фільмі 2016 року «Уна» у роллі молодої версії персонажа Руні Мари . У 2019 році вона знялася у фільмі Сари Гаврон «Скелі». Наступного року її взяли на роль Франчески, шостої дитини Бріджертона, у спродюсованій Шондалендом драмі «Бріджертони» у 2020 році, яку вона зіграла в перших двох серіалах, а потім покинула через конфлікти з розкладом.
У 2021 році Стоукс озвучила Кітті в анімаційному фільмі «Де Анна Франк?» і зіграла Ізабель у фільмі жахів «Бенкет». У 2022 році було оголошено, що Стоукс зіграє роль Люсі Карлайл в екранізації Netflix «Агенція „Локвуд і Ко“».

## Фільмографія

### Фільми
| Рік  | Назва          | Роль               | Примітка       | Посилання |
| ---- | -------------- | ------------------ | -------------- | --------- |
| 2016 | Уна            | Молода Уна Спенсер |                |           |
| 2017 | Ціна часу      | Еві                | Короткий фільм |           |
| 2019 | Скелі          | Агнес              |                |           |
| 2020 | Все буде добре | Джеймі             | Короткий фільм |           |
| 2020 | Shagbands      | Шантель            | Короткий фільм |           |
| 2021 | Де Анна Франк? | Кітті              | Озвучення      |           |
| 2021 | Банкет         | Ізабель            |                | [ 7 ]     |
| TBA  | Чорна собака   |                    |                | [ 9 ]     |

### Серіали
| Рік        | Назва                 | Роль                 | Примітки                                 | посилання |
| ---------- | --------------------- | -------------------- | ---------------------------------------- | --------- |
| 2010       | Просто Вільям         | Сварлива дівчина     | Епізод: «Папуги для Етель»               |           |
| 2011       | Не виходити           | Маленька Люсі        | Епізод: «Debbie»                         |           |
| 2014       | Демони Да Вінчі       | Амелія               | 2 епізоди                                |           |
| 2018       | shortFLIX             | Ліла                 | Епізод: «Кров з носа»                    |           |
| 2020 –2022 | Бріджертони           | Франческа Бріджертон | Повторювана роль (серії 1–2; 5 епізодів) | [ 4 ]     |
| 2023       | Агенція «Локвуд і Ко» | Люсі Карлайл         | Головна роль                             | [ 8 ]     |

### Відеоігри
| Рік  | Назва         | Роль            | Примітки | Посилання |
| ---- | ------------- | --------------- | -------- | --------- |
| 2018 | Dusk          |                 |          |           |
| 2022 | As Dusk Falls | Ванесса Дорланд |          |           |